# Yeranuhi Karakashian
Yeranuhi Karakashian, född 1848 i Üsküdar i Istanbul, död 1924 i Tbilisi, var en osmansk skådespelare. 
Karakashian, som var av armenisk börd, föddes och växte upp i Istanbul. År 1864 debuterade hon som skådespelare på den armenisk-ottomanska Orientaliska teatern, där hon sedan engagerades vid det armeniska teatersällskap som leddes av Güllü Agop, den moderna turkiska teaterns grundare. Hon spelade sedan länge de kvinnliga huvudrollerna inom den turkiska teatern. Hon tillhörde den nygrundade turkiska teaterns första kvinnliga stjärnor; ända fram till cirka 1910 bestod den turkiska teaterns aktörer av nästan enbart armenier.    